# Ернан Баркос
Ернан Баркос (Кордоба, 4. новембар 1984) је аргентински фудбалер, који игра на позицији нападача.

## Каријера
Баркос је играо у млађим категоријама Расинга из Авељанеде а деби у првом тиму је имао 2004. године. Овај клуб га је слао на позајмице у парагвајски Гуарани а потом и еквадорски Олмедо где је на 43 првенствене утакмице постигао 22 гола.
У јулу 2007. Баркос је заједно са Маурисијом Молином и Франклином Саласом представљен као појачање Црвене звезде. У Београд је стигао с ореолом једног од најбољих стрелаца Еквадора, а у црвено-белом дресу је одиграо тек 23 утакмице (скоро половину је ушао с клупе) и постигао само три гола: два у првенству против зрењанинског Баната и један у Купу Србије против Телеоптика. После само једне сезоне Баркос је напустио београдске „црвено-беле”. У Звезди су га у тој сезони тренирала чак тројица тренера - Ђуровски, Косановић и Јанковић. Доста година касније, у интервју датом Вечерњим новостима, Баркос је изјавио да су главни проблеми његовог несналажења у Звезди били непознавање језика и неразумевање са појединим играчима који су га саботирали. Баркосов период у Звезди је такође обележила и туча са тадашњим саиграчем Ненадом Јестровићем. Управа клуба је тада одлучила да дисциплински казни Јестровића због нарушавања колегијалне атмосфере и дисциплине у екипи, док је Баркос прошао без санкције. Аргентинац није био кажњен јер је утврђено да не постоји његова кривица у инциденту.
Након Звезде, Баркос се вратио у Аргентину и играо за Хуракан. Потом је био у Кини где је играо за Шангај и Шенџен, да би каријеру потпуно опоравио у ЛДУ Киту из Еквадора где је постигао 38 голова на 64 првенствена меча. Уследио је трансфер у бразилски Палмеирас код тренера Сколарија. Добрим партијама у дресу овог клуба је заслужио позив репрезентације Аргентине где је играо заједно са звездама аргентинског фудбала Месијем, Агвером, Игуаином и осталима. За национални тим своје земље је одиграо четири меча током 2012. године.
Након Палмеираса, Баркос игра за бразилски Гремио где наставља да буде ефикасан, а у фебруару 2015. потписује уговор са кинеским Тјенцином. И ту је наставио са запаженим партијама и на 29 првенствених утакмица је постигао 15 голова.
Почетком фебруара 2016. године је потписао за Спортинг из Лисабона и тако се после осам година поново вратио у европски фудбал. У португалском клубу је током пролећног дела сезоне 2015/16. одиграо само 8 првенствених утакмица на којима није постигао гол. У августу 2016. Спортинг га је позајмио аргентинском Велез Сарсфилду. У јануару 2017. је потписао свој бивши клуб ЛДУ Кито из Еквадора. Ту је поново наставио да буде ефикасан пошто је у првој сезони по повратку у овај клуб постигао 21 гол на 36 првенствених утакмица.

## Трофеји

### ЛДУ Кито
- Првенство Еквадора (1) : 2010.
- Рекопа Судамерикана (1) : 2010.

### Палмеирас
- Куп Бразила (1) : 2012.